# Selecció femenina de futbol de Rússia
La selecció femenina de futbol de Rússia representa a Rússia a les competicions internacionals de seleccions de futbol femení. És el successor de la selecció de la Unió Soviètica, que va ser creada al 1990, un any abans de la dissolució de l'estat.
La selecció russa va arribar als quarts del final del Mundial a les seves dues participacions, al 1999 i al 2003. Als anys posteriors no han tornat a classificar-se pel Mundial però han jugat dues Eurocopes, sense passar de la primera fase.

## Actual plantilla
Convocatòria per a la Copa d'Algarve 2016.
| Porteres                                      | Defenses | Centrecampistes                                                                                       | Davanteres |
| --------------------------------------------- | --- | --- | --- |
| Yulia Grichenko Elena Kochneva Elvira Todua 0 | Ekaterina Dmitrienko Yulia Gordeeva Lyubov Kipyatkova Anna Kozhnikova Daria Makarenko Elena Medved Ksenia Tsybutovich Elvira Ziyastinova | Elena Kostareva Olesya Mashina Elena Morozova Anastasia Pozdeeva Ekaterina Sochneva Elena Terekhova 0 | Margarita Chernomyrdina Anna Cholovyaga Elena Danilova Olesya Kurochkina Ekaterina Pantyukhova Nadezhda Smirnova 0 |

### Jugadores per club
| FK Chertanovo | Gordeeva, Chernomyrdina                                                                                             |
| FK Kubanochka | Kostareva |
| Riazan VDV    | Danilova, Medved, Tsybutovich                                                                                       |
| FK Rossiyanka | Cholovyaga, Dmitrienko, Grichenko, Kozhnikova, Mashina, Morozova, Smirnova, Sochneva, Terekhova, Todua, Ziyastinova |
| Zvezda Perm   | Kipyatkova, Kochneva, Kurochkina, Makarenko, Pantyukhina, Pozdeeva                                                  |

## Històric
- ¹ Fase de grups. Selecció eliminada mitjor possicionada en cas de classificació, o selecció classifica pitjor possicionada en cas d'eliminació.

| JOCS OLÍMPICS | JOCS OLÍMPICS   | JOCS OLÍMPICS | JOCS OLÍMPICS    | JOCS OLÍMPICS    | JOCS OLÍMPICS   | JOCS OLÍMPICS | JOCS OLÍMPICS  | JOCS OLÍMPICS | JOCS OLÍMPICS |
| Edició        | Classificació   | Classificació | Fase final       | Fase final       | Fase final      | Fase final    | Fase final     |               |               |
| Edició        | Fase regular    | Play-offs     | Setzens de final | Vuitens de final | Quarts de final | Semifinals    | Final / Bronze |               |               |
| ------------- | --------------- | ------------- | ---------------- | ---------------- | --------------- | ------------- | -------------- | ------------- | ------------- |
| 1996          | Mundial 1995    |               |                  |                  |                 |               |                |               |               |
| 2000          | Mundial 1999    |               |                  |                  |                 |               |                |               |               |
| 2004          | Mundial 2003    |               |                  |                  |                 |               |                |               |               |
| 2008          | Mundial 2007    |               |                  |                  |                 |               |                |               |               |
| 2012          | Mundial 2011    |               |                  |                  |                 |               |                |               |               |
| 2016          | Mundial 2015    |               |                  |                  |                 |               |                |               |               |
| MUNDIAL       |                 |               |                  |                  |                 |               |                |               |               |
| Edició        | Classificació   | Classificació | Fase final       | Fase final       | Fase final      | Fase final    | Fase final     |               |               |
| Edició        | Fase regular    | Play-offs     | Setzens de final | Vuitens de final | Quarts de final | Semifinals    | Final / Bronze |               |               |
| 1991          | Eurocopa 1991   |               |                  |                  |                 |               |                |               |               |
| 1995          | Eurocopa 1995   |               |                  |                  |                 |               |                |               |               |
| 1999          | Portugal ¹      | Finlàndia     |                  | Canadà ¹         | Xina            |               |                |               |               |
| 2003          | Itàlia ¹        |               |                  | Ghana ¹          | Alemanya        |               |                |               |               |
| 2007          | Alemanya ¹      |               |                  |                  |                 |               |                |               |               |
| 2011          | Suïssa ¹        |               |                  |                  |                 |               |                |               |               |
| 2015          | Alemanya ¹      |               |                  |                  |                 |               |                |               |               |
| EUROCOPA      |                 |               |                  |                  |                 |               |                |               |               |
| Edició        | Classificació   | Classificació | Fase final       | Fase final       | Fase final      | Fase final    | Fase final     |               |               |
| Edició        | Fase regular    | Play-offs     | Setzens de final | Vuitens de final | Quarts de final | Semifinals    | Final / Bronze |               |               |
| 1984          |                 |               |                  |                  |                 |               |                |               |               |
| 1987          |                 |               |                  |                  |                 |               |                |               |               |
| 1989          |                 |               |                  |                  |                 |               |                |               |               |
| 1991          |                 |               |                  |                  |                 |               |                |               |               |
| 1993          | Hongria ¹       | Alemanya      |                  |                  |                 |               |                |               |               |
| 1995          | Romania ¹       | Alemanya      |                  |                  |                 |               |                |               |               |
| 1997          | Països Baixos ¹ |               |                  |                  | Espanya ¹       |               |                |               |               |
| 2001          | Iugoslàvia ¹    |               |                  |                  | Suècia ¹        |               |                |               |               |
| 2005          | Hongria ¹       | Finlàndia     |                  |                  |                 |               |                |               |               |
| 2009          | Àustria ¹       | Escòcia       |                  | Anglaterra ¹     |                 |               |                |               |               |
| 2013          | Polònia ¹       | Àustria       |                  | Espanya ¹        |                 |               |                |               |               |
| 2017          |                 |               |                  |                  |                 |               |                |               |               |